# Gareth Jones (ragbista)
Gareth Jones (4. prosince 1979 – 16. června 2008) byl velšský ragbista. Narodil se ve městě Pontypridd a hrál například za kluby Beddau RFC a Pontypridd RFC. Roku 2006 nastoupil do týmu Neath RFC, přičemž jeho první zápas byl proti Newport RFC. Dne 20. dubna 2008 si zlomil vaz při zápasu proti Cardiff RFC. Zemřel na následky poranění dne 16. června téhož roku v cardiffské nemocnici University Hospital of Wales.